# Regija Coquimbo
IV. regija Coquimbo (španjolski: IV Región de Coquimbo) je jedna od 15 regija u Čileu. Nalazi se u središtu zemlje na istoku regije je državna granica s Argentinom.

## Stanovništvo
Od 70-75% stanovnika su Mestici (Euro-Amerikanci), više nego bilo kojoj drugoj regiji u Čileu. Ostali domorodački narodi su Aymara, Atacameno, Mapuche i Quechua te imigranti iz Perua i Bolivije.
Najznačajniji imigracijski narodi iz Europe su Baski i Andalužani iz Španjolske, Hrvati, Grci, Talijani, Francuzi i Portugalci, s Bliskog istoku su većinom Palestinci), ostali su iz Latinske Amerike i Sjeverne Amerike te iz istočne Azije uglavnom Kinezi i Korejci. 
Prema podacima iz 2002. godine najveći gradovi su La Serena 148.815 stanovnika, Coquimbo 148.438, Ovalle 66.405, Illapel 21.826, Vicuña 12.910, Salamanci 11.615 i Los Vilos s 10.966 stanovnika.

## Zemljopis
Susjedne regije su na sjeveru Atacama, na jugu Valparaíso, na istoku je državna granica s Argentinom, a na zapadu je Tihi ocean. 

## Administrativna podjela
Regija je podjeljena na tri provincije i 15 općina.
- Elqui, sjedište Coquimbo.
- Limarí, sjedište Ovalle.
- Choapa, sjedište Illapel.

## Vanjske poveznice
- Gobierno Regional de Coquimbo